# Pow R. Toc H.
«Pow R. Toc H.» és el cinquè tema de l'àlbum The Piper at the Gates of Dawn del grup britànic Pink Floyd publicat l'any 1967. És un tema instrumental, amb diversos efectes vocals, en el que el piano és l'instrument més prominent. És considerada com el tema més estrany del disc.
S'ha dit que el tema és un esforç del grup per tal de produir una peça semblant a Interstellar Overdrive.

## Antecedents
Toc H era el codi dels senyals de l'exèrcit per a "TH", que representava Talbot House, un club on els oficials i els soldats eren iguals, que més tard es va convertir en una organització de confraternitat cristiana interconfesional al servei de la comunitat. (L'emblema de Toc H. és un llum d'oli, de manera que un "poder Toc H." seria una torxa elèctrica, probablement amb una bombeta tènue, segons la dita "tan tènue com una làmpada Toc H.".)

## Composició i gravació
Segons Nick Mason, els quatre membres originals de Pink Floyd (Syd Barrett, Roger Waters, Richard Wright i Mason) estaven a Abbey Road Studios i van veure a The Beatles gravar «Lovely Rita» de Sgt. Pepper's Lonely Hearts Club Band. Els efectes de veu i els sorolls que Pink Floyd va utilitzar són similars als utilitzats a «Lovely Rita».
La peça fou escrita per Syd Barrett, Roger Waters, Richard Wright i Nick Mason conjuntament. Està situada entre «Flaming» i «Take Up Thy Stethoscope and Walk».
A la cançó, Barrett mostra un primer exemple de beatboxing, i Waters també utilitza el "crit" que més tard va utilitzar a «Careful with That Axe, Eugene».

## Interpretacions en viu i versions alternatives
«Pow R. Toc H.» va ser rebatejada com a «The Pink Jungle» dins la peça «Journey» de The Man and The Journey. Pink Floyd va interpretar la cançó en directe del 1967 al 1969.

## Crèdits
- Syd Barrett: guitarra
- Roger Waters: baix
- Rick Wright: piano, orgue
- Nick Mason: bateria